# Горохівський цукровий завод
Горохівський цукровий завод - підприємство харчової промисловості у селищі міського типу Мар'янівка Горохівського району Волинської області України.

## Історія
Горохівський цукровий комбінат був створений у 1960 році відповідно до шостого п'ятирічного плану розвитку народного господарства СРСР на базі раніше існуючого цукрового заводу та місцевого радгоспу.
Станом на початок 1970 року на балансі радгоспу, що забезпечував комбінат, було 5613 гектар землі (з них 4878 га ріллі) на яких крім цукрових буряків вирощували зернові та кормові культури, овочі та картопля. Відходи виробництва цукрового комбінату (буряковий жом і меляса) використовувалися для годівлі великої рогатої худоби та свиней на тваринницьких фермах та пункті відгодівлі великої рогатої худоби та свиней радгоспу.
Загалом, за радянських часів цукровий комбінат входив до числа провідних підприємств Мар'янівки та Горохівського району.
Після проголошення незалежності України комбінат перейшов у відання державного комітету харчової промисловості України. Після розформування радгоспу комбінат було перейменовано на Горохівський цукровий завод.
У травні 1995 року Кабінет Міністрів України ухвалив рішення про приватизацію заводу, надалі державне підприємство було перетворено на відкрите акціонерне товариство.
Економічна криза, що почалася в 2008 році, ускладнила становище заводу, який не зумів своєчасно виплатити взятий в 2010 році кредит. Тим не менш, у жовтні 2010 року завод входив до десяти найбільших діючих цукрових заводів України.
У 2012 році за рішенням господарського суду Волинської області завод почав виплачувати Ощадбанку свої борги у розмірі 16,1 млн. грн. гривень.
Підприємство було одним із місць зберігання державних продовольчих резервів України, але на початку 2013 року опинилося в центрі великого скандалу (зникнення зі складів 119,2 тисячі тонн цукру загальною вартістю понад 750,2 млн. гривень, закупленого за гроші, виділені з державного бюджету України).
В результаті, в 2013 завод зупинив роботу. У 2014 році завод не функціонував, але у 2015 році відновив виробничу діяльність.
У 2017 році Горохівський цукровий завод входив до числа 46 діючих цукрових заводів України.